# قاطوريات
القاطوريات هي فصيلة من التمساحيات تتألف من القواطير والكايمانات، وهي حيوانات ماء عذب تفضل الماء الراكد أو بطيء الحركة. كثيراً ما توجد هذه الزواحف في البحيرات والأنهار والجداول والمستنقعات والسبخات وحتى القنوات المائية المجاورة للطرق. تتألف هذه الفصيلة من ثمانية أنواع، سبعة منها تعيش في العالم الجديد والأخير يَقطن جزءاً صغيراً من شرق الصين.
تُصطاد هذه الحيوانات أحياناً من أجل جلدها ولحمها أو في بعض الحالات لأعضائها، والتي تستخدم لصنع العطور. وهم يُشكلون في الولايات المتحدة وبعض الأماكن الأخرى أدوات لجذب السياح، وتساعد تجارتهم في كسب رزق السكان المحليين.

## الأنواع
- القاطور الصيني (Alligator sinensis).
- القاطور الأمريكي (Alligator mississippiensis).
- الكايمن الأسود (Melanosuchus niger).
- الكايمن ذو النظارات (Caiman crocodilus).
- الكايمن ذو الخطم الواسع (Caiman latirostris).
- الجكارا (Caiman yacare).
- الكايمن الشائك (Paleosuchus trigonatus).
- الكايمن القزم (Paleosuchus palpebrosus).

## القواطير الحقيقية
توجد القواطير في الرسوبيات النهرية في أوروبا التي تعود إلى العصر الطباشيري العلوي، حيث لم يَموتوا حتى عصر البليوسين. القواطير الحقيقية محصورة الآن في نوعين: القاطور المسسبي في جنوب الولايات المتحدة (والذي يُمكن أن يَنمو إلى طول 4.24 م)، والقاطور الصيني في يانغتسي في جمهورية الصين الشعبية (الذي يَنمو إلى طول متوسطه 1.5 م).

## الكايمنات
يُمثل فصيلة القاطوريات في أمريكا الوسطى والجنوبية خمسة أنواع من جنس الكايمان، والذي يختلف عن القواطير بافتقاره لعظمة «السبتم» بين ثقبي الأنف، كما أن درعه البطني يتألف من حراشف عظمية متداخلة، كل واحدة منها تتألف من جزئين تربطهما درزة. تُقسم بعض المراجع هذا الجنس إلى ثلاثة أجناس مختلفة. تبدو الكايمنات أنها أكثر رشاقة وشبهاً بالتماسيح في حركتها من القواطير، وتملك أيضاً أسناناً أطول وأحد منها.
يَملك الكايمن ذو النظارات أوسع انتشار من بين أنواع هذا الجنس، حيث يتوزع من جنوب المكسيك إلى شمال الأرجنتين، ويَنمو إلى طول متوسطه 2.2 متر. أما أكبرها أنواع الكايمن فهو الكايمن الأسود شبه المهدد بالانقراض والذي يَقطن حوض نهر الأمازون. يُمكن للكايمن الأسود أن يَنمو إلى طول 5 أمتار، وأقصى طول مسجل له هو 5.79 م. الكايمن الأسود والقاطور الأمريكي هما النوعان الوحيدان من فصيلة القاطوريات الذين يُشكلان نفس خطر الأنواع الكبيرة من فصيلة التمساحيات على البشر.
بالرغم من أن الكايمنات لم تدرس بعمق من قبل، فقد تعلم العلماء أن دورات زواجهم (والتي كان يُعتقد سابقاً أنها تحدث إما عفوياً أو مرة في العام) مرتبطة بدورات هطول الأمطار ومستويات الأنهار، والتي تزيد فرصة نجاة أطفالهم.

## الفرق بين التمساح والقاطور

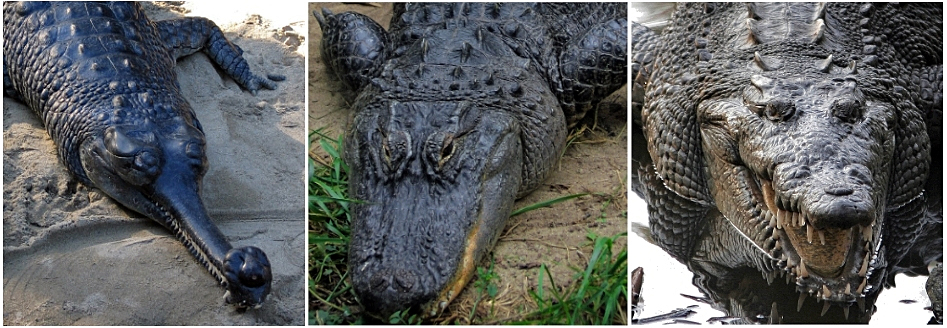
مقارنة بين رؤوس أعضاء من فصائل التمساحيات الثلاثة، من اليَمين إلى اليسار: التماسيح - القاطوريات - أشباه التماسيح.

في حين أنه كثيراً ما يُخلط بين القاطور والتمساح، فهما يَنتميان لفصيلتين تصنيفيّتين مختلفتين كثيراً.
أكثر الفروقات الخارجية وضوحاً موجودة في الرأس، فالقاطور يَملك رأساً أعرض وأقصر وشكله يَميل إلى حرف "U" أكثر من "V". فك القاطور العلوي أعرض من السفلي، وتأخذ أسنان الفك السفلي حيزها من الفم داخل منخفضات صغيرة في الفك العلوي (أي أن الفكين لا يَنطبقان على بعضهما، بل توجد فراغات بين الأسنان فيهما للسماح للأسنان بالإغلاق دون الاصطدام ببعضها). الفكان العلوي والسفلي للتماسيح عما بنفس العرض، وأسنان الفك السفلي تنطبق على حافة الفك العلوي أو خارجه عندما يُغلق الفم. عند يُغلق التمساح فمه، يَدخل السن الرابع الكبير للفك السفلي في انقباض ضمن الفك العلوي. بسبب صعوبة التفريق بين الأنواع، فإن السن الناتئ للتماسيح هو أكثر العلامات موثوقية للتفريق بينها وبين القواطير. بالرغم من هذا، ربما تظهر التماسيح والقواطير في الأسر تشوهات تتسبب بنتوء السن السفلي.
تفتقر القواطير إلى النتؤات الخشنة التي تظهر على أرجل وأقدام التماسيح الخلفية، كما أنها تملك غشاءً رقيقاً يَربط بين أصابع أقدامها الخلفية. تفضل القواطير الماء العذب كثيراً، بينما يُمكن للتماسيح أن تتحمل أكثر ماء البحر بسبب غددها الخاصة التي تقوم بتصفية الملح من الماء. بالرغم من هذا، كلا الفصيلتين يُمكنهما النجاة في أي من البيئتين.
تملك لقواطير ألواناً مظلمة إلى حد ما أكثر من التماسيح، وكثيراً ما يَكون لونها أسوداً تقريباً (لكن اللون يَعتمد بشكل كبير على جودة الماء). فالماء الغني بالطحالب يُنتج جلداً أكثر اخضراراً، في حين أن الحمض الدبغي المتدلي من الأشجار المحيطة يُمكن في كثير من الأحيان أن يُنتج جلداً أكثر ظلمة.
عند إفراغ حوض قواطير، يُمكن لبعض حماة الحياة البرية أن يَخطو على القواطير دون أن يُستثاروا أو أن يُبدوا استجابة، على الرغم من أن التماسيح تتفاعل دائماً تقريباً وبُعدوانية كبيرة، وهي أيضاً أكثر عدوانية في بيئتها الطبيعية.